# Bartolomeo Ramenghi

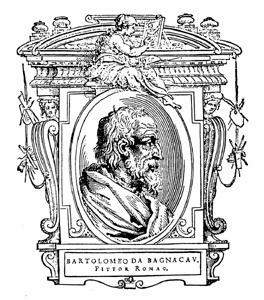
Bartolomeo Ramenghi, porträtiert von Giorgio Vasari

Bartolomeo Ramenghi, genannt il Bagnacavallo (* 1484 in Bagnacavallo; † August 1542 in Bologna), war ein italienischer Maler, der überwiegend in Bologna aktiv war.

## Leben
Ramenghi wurde, so wie auch andere Familienmitglieder nach seinem Geburtsort Bagnacavallo in der Romagna genannt. Er war ein Sohn des Kaufmanns Giovanni Battista Ramenghi und fand schon in seiner Jugend Gefallen am Umgang mit Jagdwaffen und dem Studium des Zeichnens. Er wurde möglicherweise zunächst von seinem Onkel Ugolino Ramenghi in Rimini ausgebildet. In seiner Jugend hielt er sich mehrmals in Ferrara und Ravenna auf, um sich dort fortzubilden. Als er in einem Duell oder bei einem Unfall mit einer Schusswaffe einen anderen Mann tödlich verletzt hatte, hinterließ er 1503 eine Votivgabe an der Statue des Heiligen Antonius von Padua in der Chiesa dei Padri Conventuali, schwor ein Gelübde keine Waffen mehr zu gebrauchen und floh aus seiner Heimat. Im Alter von 19 Jahren kam er nach Bologna und wurde ein Schüler von Francesco Francia. Anschließend wurde er, nach Angaben von Giorgio Vasari, ein Gehilfe von Raffael in Rom, dessen Nachahmer er wurde und spätem Malstil er folgte. Er wurde auch durch andere Maler beeinflusst, so beispielsweise durch Benvenuto Tisi Garofalo oder Dosso Dossi. Ramenghi fertigte für die Friedenskapelle von S. Petronio im Wettbewerb mit anderen Schülern Francias eine Verkündigung der Jungfrau Maria, die Geburt Jesu Christi und die Anbetung der Heiligen Drei Könige. Gemeinsam mit Biagio Pupini malte er anschließend in der Kirche von San Michele in Bosco zahlreiche Bildnisse mit Geschichten aus dem Neuen Testament, und in der dortigen Sakristei eine Kopie von Raffaels Verklärung des Herrn.

## Familie
Ramenghi hatte mindestens einen Sohn, der nach seinem Vater benannt und als sein Schüler ebenfalls Maler wurde.
- Giovanni Battista Ramenghi (d. Ä.), auch Gianbattista Ramenghi (1521 – 9. November 1601)[3] ⚭ 1555

Er war der ältere Bruder des Malers Scipione Ramenghi d. Ältere (1490 – um 1561), der ebenfalls den Beinamen Bagnacavallo hatte und im Jahr 1513 zu ihm nach Bologna kam und dort im Jahr 1517 heiratete. Seinen Sohn nannte er nach dem Bruder Bartolomeo Ramenghi (d. Jüngere).

## Werke (Auswahl)

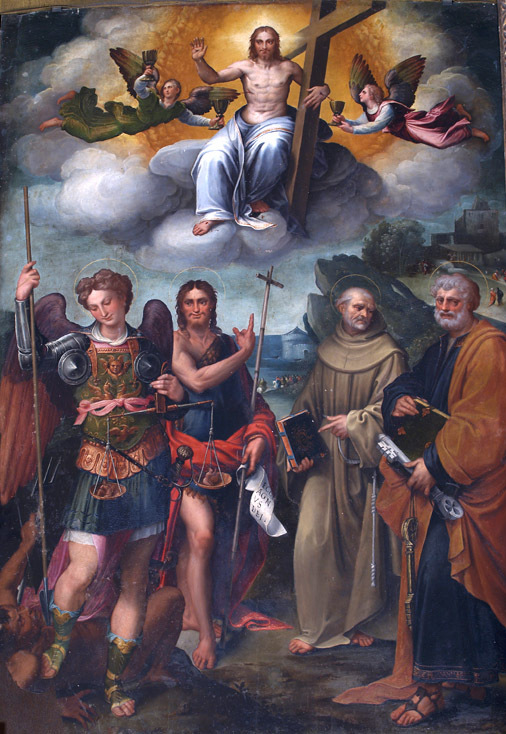
Christus mit Erzengel Michael und Heiligen

- Beschneidung Christi (Louvre, Paris)
- Nischenfiguren und Verklärung (Sakristei der Kirche San Michele in Bosco in Bologna)
- 1522: Christus am Kreuz mit drei Heiligen (San Pietro, Bologna)
- Madonna mit Heiligen (Pinakothek, Bologna)
- Madonna mit dem Kind in der Glorie mit Heiligen (Dresdner Gemäldegalerie Alte Meister)
- Der hl. Petronius
- Die hl. Agnes
- Ludwig XI. von Frankreich (Berliner Museum)